# Ines Barber
Ines Barber (* 23. August 1957 in Rendsburg, Schleswig-Holstein) ist eine deutsche Journalistin, Radiomoderatorin und niederdeutsche Autorin.

## Leben
Aufgewachsen ist Barber in ihrem Geburtsort Rendsburg. Nach dem Abitur 1977 am dortigen Helene-Lange-Gymnasium, damals noch ein reines Lyzeum, absolvierte sie ein zweijähriges Volontariat beim Holsteinischen Courier in Neumünster. Von 1979 an studierte sie an der Christian-Albrechts-Universität zu Kiel Anglistik, Germanistik und Kunstgeschichte. Sie schloss ihr Studium 1985 mit dem Magister Artium ab.
Ende 1985 gehörte Barber zu dem ersten Team des privaten Radiosenders Radio Schleswig-Holstein. Sie lernte ihr Radiohandwerk von Hermann Stümpert, Jürgen Köster und Ad Roland. Bei R.SH war sie als Redakteurin und Moderatorin tätig. 1992 wechselte sie zum ebenfalls in Kiel ansässigen privaten Radiosender delta radio, wo sie bis 1993 als stellvertretende Programmdirektorin und Wortchefin arbeitete. Nach einer längeren, familienbedingten, Berufspause moderierte sie ab 1999 bei Radio NORA ihre erste plattdeutsche Sendung. 2001 wechselte sie vom Privatsender zum NDR 1 Welle Nord. Dort war sie als hoch- und plattdeutsche Reporterin in ganz Schleswig-Holstein bis 2019 unterwegs. Ines Barber ist seit über 20 Jahren im Team der Autoren und Sprecher der niederdeutschen Radio-Glosse Hör mal ’n beten to. Bis Februar 2013 war sie auch Moderatorin der Sendung Von Binnenland und Waterkant auf Platt. Sie tritt auch als Moderatorin von Poetry Slams auf Platt in Erscheinung.
Seit 2004 ist Barber in Norddeutschland mit verschiedenen eigenen plattdeutschen Programmen unterwegs und war von 2011 bis Anfang 2020 Kolumnistin auf Platt für das Essen- und Trinken-Magazin La Carte für Kiel und Lübeck. Seit 2019 schreibt sie in der Zeitschrift LandGang – Mein Schöner Norden regelmäßig eine zweisprachige Kolumne, auf Hoch und auf Platt, unter dem Titel: Frisch un free.
Barber war von 2010 bis 2022 Teil des Kuratoriums des Fritz-Reuter-Preises, der von der Alfred Toepfer Stiftung F. V. S. verliehen wird.

## Werke
- Mien Brett vör’n Kopp wackelt. Quickborn-Verlag, Hamburg 2004, ISBN 3-87651-282-4
- Geiht dat ok ’n beten fixer? Quickborn-Verlag, Hamburg 2006, ISBN 978-3-87651-296-9
- Nix för Bangbüxen. Quickborn-Verlag, Hamburg 2007, ISBN 978-3-87651-348-5
- Wi hebbt dat jo! Quickborn-Verlag, Hamburg 2008, ISBN 978-3-87651-334-8
- Dat lütte Wiehnachtsbook; Hrsg.: Gesche Scheller, Autoren: Gerd Bahr, Ines Barber, Hein Blomberg, Reimer Bull, Heike Fedderke, Hans-Jürgen Forster, Irmgard Harder, Christa Heise-Batt, Rudolf Kinau, Dirk Römmer, Gerd Spiekermann und Günter Timm, Quickborn-Verlag, Hamburg 2008, ISBN 978-3-87651-335-5.
- Steerns an´n Heven. Wiehnachten in uns Tiet; Hrsg.: Gesche Scheller, Autoren: Ines Barber, Ilka Brüggemann, Yared Dibaba, Marianne Ehlers, Sandra Keck, Matthias Stührwoldt, Heike Thode-Scheel, Petra Wede und Detlef Wutschik, Quickborn-Verlag, Hamburg 2016, ISBN 978-3-87651-435-2
- Passt, wackelt un hett Luft! Verlag tredition, Hamburg 2017, ISBN 978-3-7345-9579-0
- Boorn, wo de Wind weiht, Verlag tredition, Hamburg 2025, ISBN 9783384642233

## Tonträger
- Ines Barbers Platt Mix. Live-Mitschnitt einer Lesung, Quickborn-Verlag, Hamburg, ISBN 978-3-87651-362-1
- Dat groote plattdüütsche Hörbook. Mit Geschichten von Hermann Bärthel, Ines Barber und Reimer Bull. Quickborn-Verlag, Hamburg 2005, ISBN 978-3-87651-303-4